# جان هیوز (معمار)
جان هیوز (انگلیسی: John Hughes; ۱۴ ژوئن ۱۹۰۳ – ۲۰ فوریهٔ ۱۹۷۷) معمار اهل بریتانیا بود.
از افتخارات وی میتوان به کسب مدال طلا برنامه‌ریزی شهری در بخش مسابقات هنری بازی‌های المپیک تابستانی ۱۹۳۲ اشاره کرد.